# Great Wenham
Great Wenham  är en by i Wenham Magna, Babergh i Suffolk i England.